# Antonina Kryvobogova
Antonina Kryvobogova est une joueuse de volley-ball ukrainienne née le 11 octobre 1986 à Sievierodonetsk. Elle mesure 1,93 m et joue au poste d'attaquante. 

## Clubs
| Club                   | De        | À         |
| ---------------------- | --------- | --------- |
| VK Severodontchanka    | 1998-1999 | 2000-2001 |
| Krug Cherkasy          | 2001-2002 | 2004-2005 |
| Emlak TOKİ Ankara      | 2005-2006 | 2006-2007 |
| A.O. Markopoulo        | 2007-2008 | 2007-2008 |
| MKE Ankaragücü         | 2008-2009 | 2009-2010 |
| Ereğli Belediye        | 2010-2011 | 2011-2012 |
| Proton Balakovo        | oct 2012  | déc 2012  |
| Ereğli Belediye        | jan 2013  | mai 2013  |
| İdmanocağı Spor Kulübü | 2013-2014 | 2013-2014 |
| VK Severodontchanka    | 2017-2018 | 2017-2018 |
| Regina-MEGU-OSHVSM     | 2018-2019 | 2019-2020 |
| Orbita-ZNU-ZODUSH      | 2020-2021 | …         |

## Palmarès
- Championnat d'Ukraine
  - Vainqueur : 2005.
  - Finaliste : 2002.
- Coupe d'Ukraine
  - Vainqueur : 2005.
- Coupe de Grèce
  - Finaliste : 2008.